# John Churchill, I duca di Marlborough
John Churchill, I duca di Marlborough KG, PC (Ash, 26 maggio 1650 – Windsor Lodge, 16 giugno 1722), è stato un generale e politico britannico.
La sua carriera si estese lungo il regno di cinque sovrani, da Carlo II Stuart a Giorgio I di Hannover. Iniziò a farsi notare durante il regno di Carlo II, ma fu con il re Giacomo II, suo protettore quando era Duca di York, che ottenne i primi veri riconoscimenti, divenendo il maggior generale dell'esercito regio. Nel 1685, quando Giacomo II divenne re, Churchill giocò un ruolo fondamentale nel soffocare la ribellione di Monmouth e assicurare l'autorità del re ma nel 1688 tradì il sovrano schierandosi dalla parte dei protestanti e di Guglielmo d'Orange e Maria II Stuart.
Guglielmo d'Orange, divenuto re con il nome di Guglielmo III, lo nominò conte di Marlborough e lo incaricò di comandare le truppe inglesi in Irlanda durante la guerra della Grande Alleanza; la posizione del Conte rimase di una certa importanza a corte, sebbene non avesse ricevuto incarichi militari di grande rilevanza, fino alla scoperta di un carteggio che provava i contatti che Churchill teneva con l'esiliato Giacomo II e con i giacobiti: venne così arrestato e imprigionato nella Torre di Londra, ma vi rimase per breve tempo. Liberato nel 1694 grazie anche all'influenza della moglie Sarah, amica e confidente della futura regina Anna Stuart, Churchill venne reintegrato nei suoi possedimenti e titoli, ricevendo inoltre il titolo di Capitano Generale dell'esercito inglese e partecipando alla guerra di successione spagnola, contro re Luigi XIV ottenendo le brillanti vittorie che lo immortalarono come uno dei maggiori generali della storia.
Ricevuto il titolo di Duca di Marlborough e la residenza di Blenheim Palace (luogo di nascita del suo discendente Sir Winston Churchill), si ritirò a vita privata nel 1711, a causa dell'opposizione di molti membri della corte. Tuttavia tornò sulla scena pubblica sotto il regno di Giorgio I. Colpito da un ictus, morì nel 1722.
L'ambizione insaziabile di Marlborough lo rese il può ricco dei sudditi della regina Anna, e le sue parentele lo posero al centro della politica europea (sua sorella Arabella fu a lungo l'amante di Giacomo II e il loro figlio, il duca di Berwick divenne uno dei più abili marescialli di Luigi XIV). La capace leadership di Marlborough, che riuscì con le sue doti diplomatiche a tenere insieme una eterogenea coalizione sotto la guida britannica, segnò il ritorno dell'Inghilterra come potenza europea di primo piano, cosa che non era più stata dalla fine della guerra dei cent'anni. Nel corso di dieci successive campagne militari durante la guerra di successione spagnola il Duca, attraverso profonde innovazioni tattiche e logistiche, trasformò anche l'esercito inglese, rendendolo per la prima volta dopo secoli una potente forza operativa in grado di operare sul continente europeo. Sebbene non sia riuscito a ottenere la totale capitolazione del suo grande nemico, il Re Sole di Francia, Marlborough è stato una figura di primaria importanza nella storia del suo Paese e dell'Europa, avendo assicurato la fine dei sogni egemonici di Luigi XIV e, così facendo, avendo posto le basi per l'ascesa dell'Inghilterra a potenza globale.
Assieme ad Alessandro Magno e a Scipione l'Africano fu l'unico condottiero che concluse la carriera imbattuto.

## Biografia

### Infanzia e giovinezza

#### Famiglia, guerra civile e restaurazione

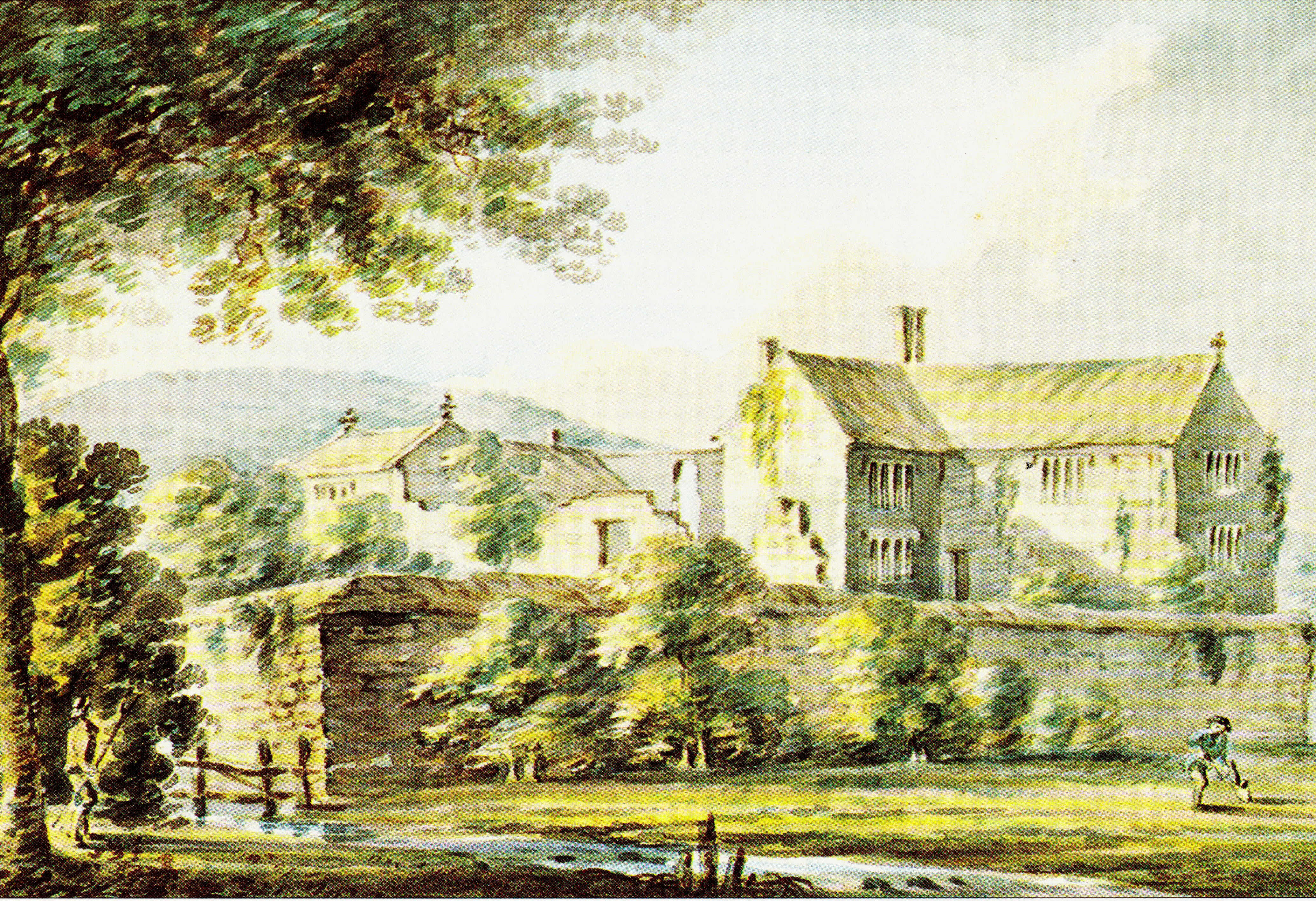
Acquerello raffigurante Ashe House datato al 13 febbraio 1795 e realizzato dal reverendo John Swete (1752–1821) di Oxton, nel Devon. All'epoca l'abitazione era divenuta una fattoria. La casa venne ricostruita da sir John Drake, I baronetto (1625–1669) dopo la sua quasi completa distruzione nel corso della Guerra Civile.

John Churchill nacque nel 1650, un anno dopo la decapitazione del re d'Inghilterra Carlo I Stuart in seguito alla guerra civile inglese, da sir Winston Churchill e da sua moglie, Elizabeth Drake. Il padre, durante la guerra civile, era rimasto fedele alla causa realista e si era schierato nelle file dei Cavaliers, contro il Parlamento. Ma con la vittoria dell'esercito parlamentare e l'instaurazione del Commonwealth, la famiglia Churchill era caduta in disgrazia. John e la sorella maggiore, Arabella, crebbero in condizioni assai modeste durante tutta la durata del Commonwealth.
La famiglia Churchill viveva all'epoca ad Ashe House, la casa di campagna che era appartenuta a John Drake (morto nel 1636), padre di Elizabeth, ad Ash, nella parrocchia di Musbury nel Devon. Secondo quanto ritrovato dallo storico del Devon, William George Hoskins (1954), la famiglia Churchill era in realtà originaria della parrocchia di Broadclyst, nel Devon, dove le prime sue notizie erano rintracciabili al regno del re Enrico II (1154–1189).
Poco si sa dell'infanzia di John Churchill anche perché non vi sono documenti scritti dell'epoca sulle sue condizioni di famiglia. Il suo discendente e biografo, il primo ministro inglese Sir Winston Churchill, disse che le condizioni di indigenza vissute ad Ashe House "devono aver impresso nella sua mente due impressioni fondamentali nella sua vita: la prima fu l'odio per la povertà... la seconda la necessità di nascondere i propri sentimenti".
Con la restaurazione di Carlo II Stuart, figlio del re decapitato, le sorti della famiglia Churchill vennero risollevate. Winston venne ricompensato per essere rimasto fedele alla causa realista: nel 1661 entrò a fare parte del nuovo Parlamento come rappresentante di Weymouth e, segno del favore reale, gli venne restituito tutto ciò che aveva perso durante la guerra. Nel 1662, infine, il re lo nominò Commissioner for Irish Land Claims cosicché tutta la famiglia si trasferì a Dublino. Nella città irlandese il giovane John frequentò la Dublin Free School ma l'anno seguente, quando suo padre fu richiamato in Inghilterra per ricoprire una carica di prestigio presso Whitehall, iniziò la frequentazione della St Paul's School di Londra. Ma la stima del re non si limitò a favorire la carriera di Sir Winston; Arabella, sua prima figlia, divenne nel 1665 damigella d'onore della duchessa di York Anne Hyde, cognata del re e poco dopo John divenne paggio del duca di York.

#### Prime esperienze militari

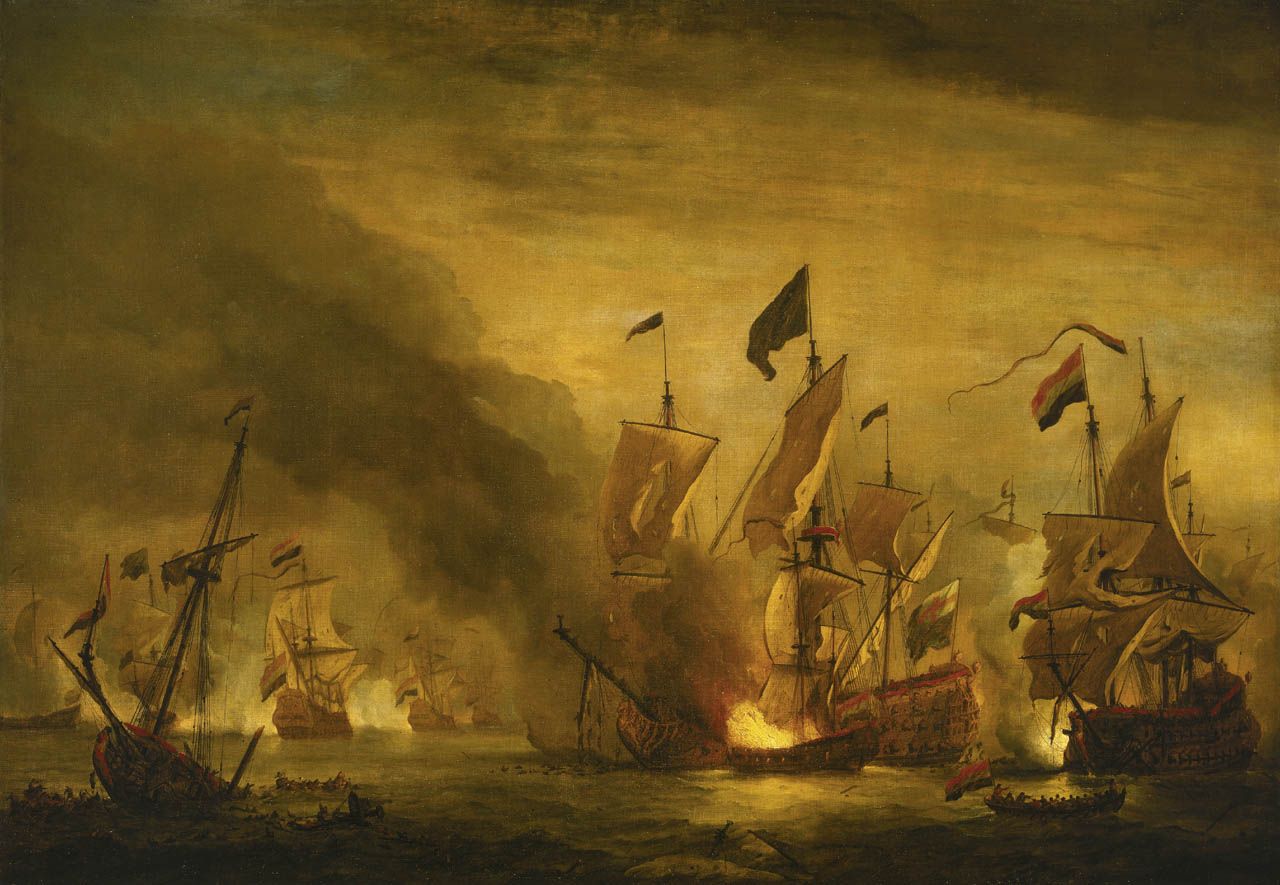
Dipinto dell'olandese Willem van de Velde il Giovane raffigurante la battaglia navale di Solebay.

Entrando a far parte del seguito di Giacomo, duca di York, fratello minore del re e primo nella linea di successione al trono, John ebbe modo di avvicinarsi al mondo militare: ben presto, spinto anche dalla passione dello stesso duca per le armi, John Churchill decise di divenire un soldato. Il 14 settembre 1667 ottenne un incarico nella King's Own Company, venendo inserito nel primo battaglione, e in seguito entrò a fare parte del corpo di fanteria dei Grenadier Guards. L'anno seguente, nel 1668, partì per una spedizione militare nel mar Mediterraneo, presso la base inglese della città di Tangeri, da poco acquisita dalla Corona in virtù delle nozze del re Carlo II con la principessa portoghese Caterina di Braganza. Rimase nell'Africa del Nord per tre anni, durante i quali affinò la sua esperienza militare partecipando a piccoli scontri con i mori.

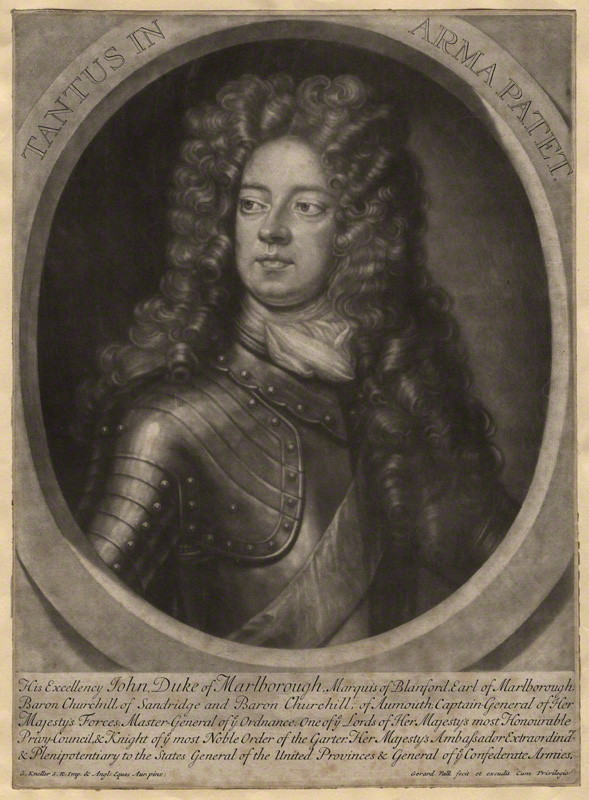
John Churchill in una stampa d'epoca

Nel 1671, ventunenne, fece ritorno a Londra dove, grazie alle recenti esperienze in terre lontane e alle sue maniere descritte da Lord Chesterfield come "irresistibili", attirò l'attenzione di una delle principali favorite del re, Barbara Villiers, duchessa di Cleveland. Ma la sua relazione con la duchessa si rivelò ben presto pericolosa per il giovane soldato, vista la posizione che ricopriva a corte Barbara Villiers. Ciononostante è confermato da molte fonti storiche che la prima figlia partorita dalla duchessa fosse nata dalla relazione con Churchill e non con il re.
L'anno seguente tornò sul mare e affrontò la flotta olandese nella battaglia di Solebay, nell'ambito della terza guerra anglo-olandese. A fianco di Giacomo, duca di York e di Edward Montagu, conte di Sandwich, John Churchill si dimostrò un ottimo ufficiale di marina e si meritò la carica di Lord High Admiral's Regiment.

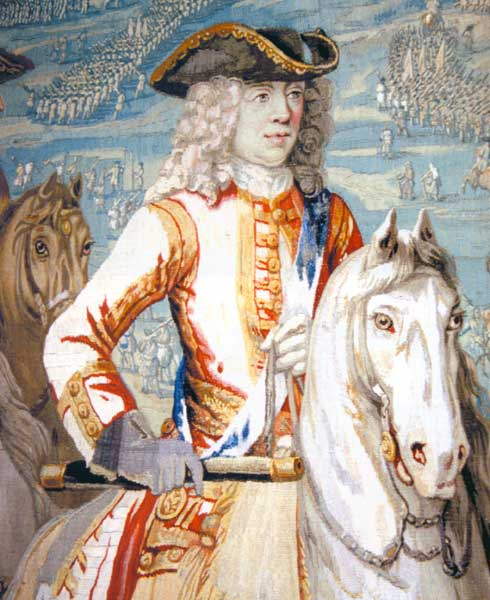
John a cavallo

Poco dopo, nel 1673, prese parte all'assedio di Maastricht, che vedeva contrapposte le truppe francesi di Luigi XIV contro l'esercito delle Province Unite. Churchill, che combatteva dalla parte dei francesi, si distinse ancora una volta durante il corso della battaglia. La Casa reale inglese lo ricompensò per avere salvato la vita del duca di Monmouth, figlio illegittimo del re Carlo II Stuart, mentre la Casa reale francese gli riconobbe il merito di aver preso e difeso strenuamente una delle parti fortificate della città. Luigi XIV in persona elogiò il giovane Churchill.

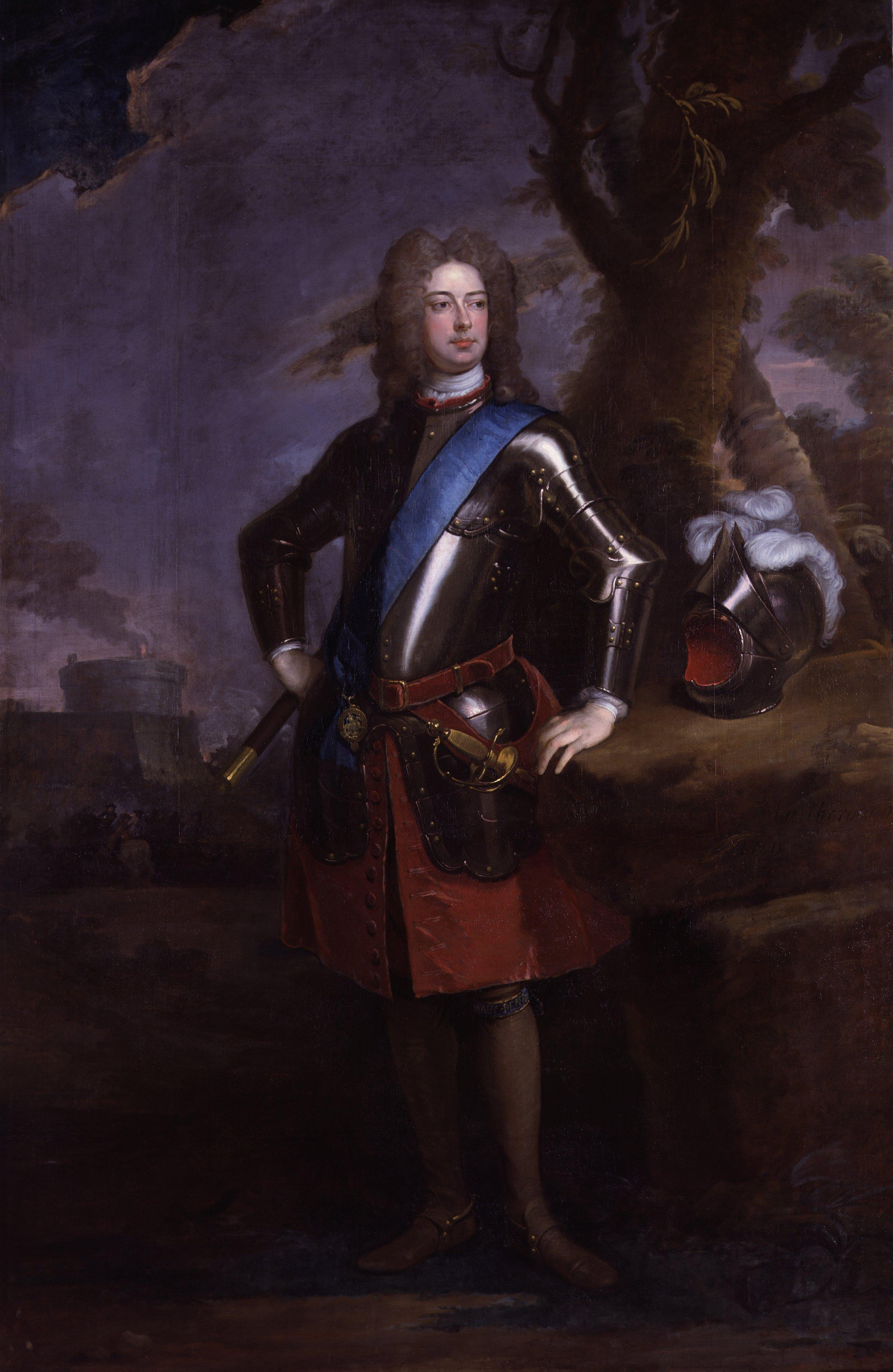
Churchill ritratto in tenuta militare

Intanto il Parlamento inglese, ostile ai francesi cattolici, impose il ritiro dell'esercito inglese dalla guerra d'Olanda; nonostante questo decreto, alcuni reggimenti inglesi rimasero sul continente, senza rientrare in patria, continuando a combattere. Nel 1674 Churchill, che si trovava ancora a combattere per i francesi, fu nominato colonnello di un reggimento e affiancò in battaglia uno dei maggiori generali del tempo, il maresciallo Henri de La Tour d'Auvergne-Bouillon, visconte di Turenne. Secondo lo storico britannico Thomas Babington Macaulay Turenne ebbe parole di confidenza e di apprezzamento nei confronti del giovane John Churchill. Nei mesi che seguirono Churchill partecipò a numerose battaglie, compresa la battaglia di Sasbach, di giugno del 1675, durante la quale morì il maresciallo Turenne.

### Matrimonio
Conclusasi la guerra John Churchill poté fare ritorno in patria. Dopo essere rientrato a Londra visse presso il palazzo di St. James, residenza favorita del re e della corte. In questo ambiente conobbe Sarah Jennings, una giovane dama di compagnia, della quale si innamorò. Sarah veniva da una famiglia della piccola nobiltà, e la sua storia familiare era per molti versi simile a quella dei Churchill: il padre della giovane era stato un realista e, dopo la guerra civile, la sua famiglia era in condizioni economiche precarie. Dopo la morte del padre Sarah, assieme alla madre e alla sorella, si spostò a Londra, dove il re le premiò per la loro fedeltà alla Corona: la madre di Sarah riceve una pensione di sostentamento da parte dello Stato, mentre la giovane entrò a fare parte delle dame di compagnia della principessa italiana cattolica Maria Beatrice d'Este, nuova duchessa di York e futura regina d'Inghilterra.
Nel 1675, al ritorno di John dalla guerra, Sarah aveva quindici anni ed era nel pieno della bellezza giovanile. Malgrado la sua antica amante Barbara Palmer lo biasimasse per il suo comportamento Churchill perseguì nel fare la corte alla giovane dama di compagnia. Suo padre, anch'egli scontento degli atteggiamenti del figlio, gli propose la mano di Catherine Sedley, una contessa che era stata la favorita del duca di York Giacomo. Nonostante questo tra il 1677 e il 1678 il colonnello John Churchill prese segretamente in sposa la giovane dama di compagnia, con una cerimonia che si svolse probabilmente negli appartamenti privati della Duchessa di York.

### Servizio diplomatico
Negli anni che seguirono John Churchill ricevette dal re Carlo II un importante incarico diplomatico: accompagnato dall'amico Sidney Godolphin, futuro conte di Godolphin, Churchill si recò sul continente per iniziare trattative di alleanza fra Inghilterra e Province Unite. A L'Aia, dove gli olandesi, unitamente agli spagnoli, si preparavano alla guerra contro la Francia, Churchill prese contatti con lo Statolder Guglielmo d'Orange e il loro incontro, oltre a dimostrare le capacità di Churchill come diplomatico, sembrò confermare una alleanza fra Inghilterra e Paesi Bassi. Tuttavia, a causa dei contatti amichevoli e costanti tra Francia e Inghilterra e l'indisponibilità del re Carlo II a schierarsi contro il cugino Luigi XIV, i tentativi diplomatici di Churchill fallirono. Al suo rientro a Londra Churchill venne accolto con entusiasmo e fu nominato Generale di brigata di un reparto di fanteria, in vista di una imminente guerra campale. Ma il trattato di Nimega del 1678, siglato fra le maggiori potenze europee, mise fine alla guerra.

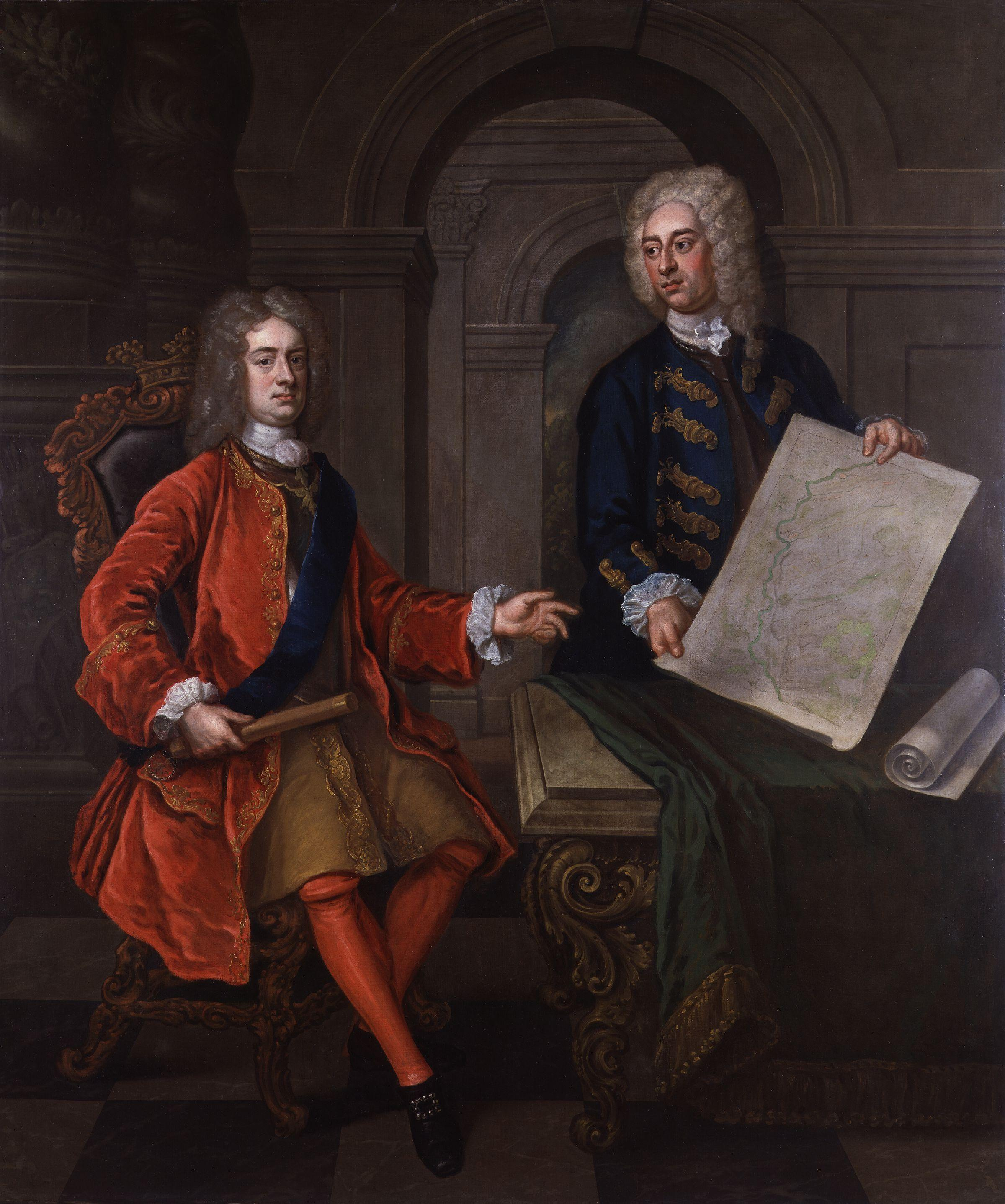
Churchill con John Armstrong

Mentre in Europa si siglava la pace, in Inghilterra scoppiavano problemi interni: il complotto papale, congiura fittizia organizzata dai cattolici per assassinare il re, aveva portato nel Paese una nuova ondata di odio verso il cattolicesimo romano. Di conseguenza il Parlamento aveva promulgato l'Exclusion Bill, legge con la quale si impediva a chiunque non fosse anglicano di esercitare qualsiasi carica pubblica. Così Giacomo, duca di York, fratello del re e protettore di Churchill, dovette rinunciare a gran parte delle sue prerogative e fu costretto ad andare in esilio per tre anni. L'ascesa di Churchill ebbe così una brusca interruzione, ma nel 1682, quando Carlo II riuscì a mettere a tacere i parlamentari a favore della legge di esclusione, Giacomo poté fare ritorno a Londra e Churchill, il 21 dicembre 1682, venne nominato Pari di Scozia, con il titolo di Barone Churchill di Eyemouth; l'anno seguente divenne colonnello dei Primo Reggimento dei dragoni di Sua Maestà.

### Regno di Giacomo II: ribellione e rivoluzione

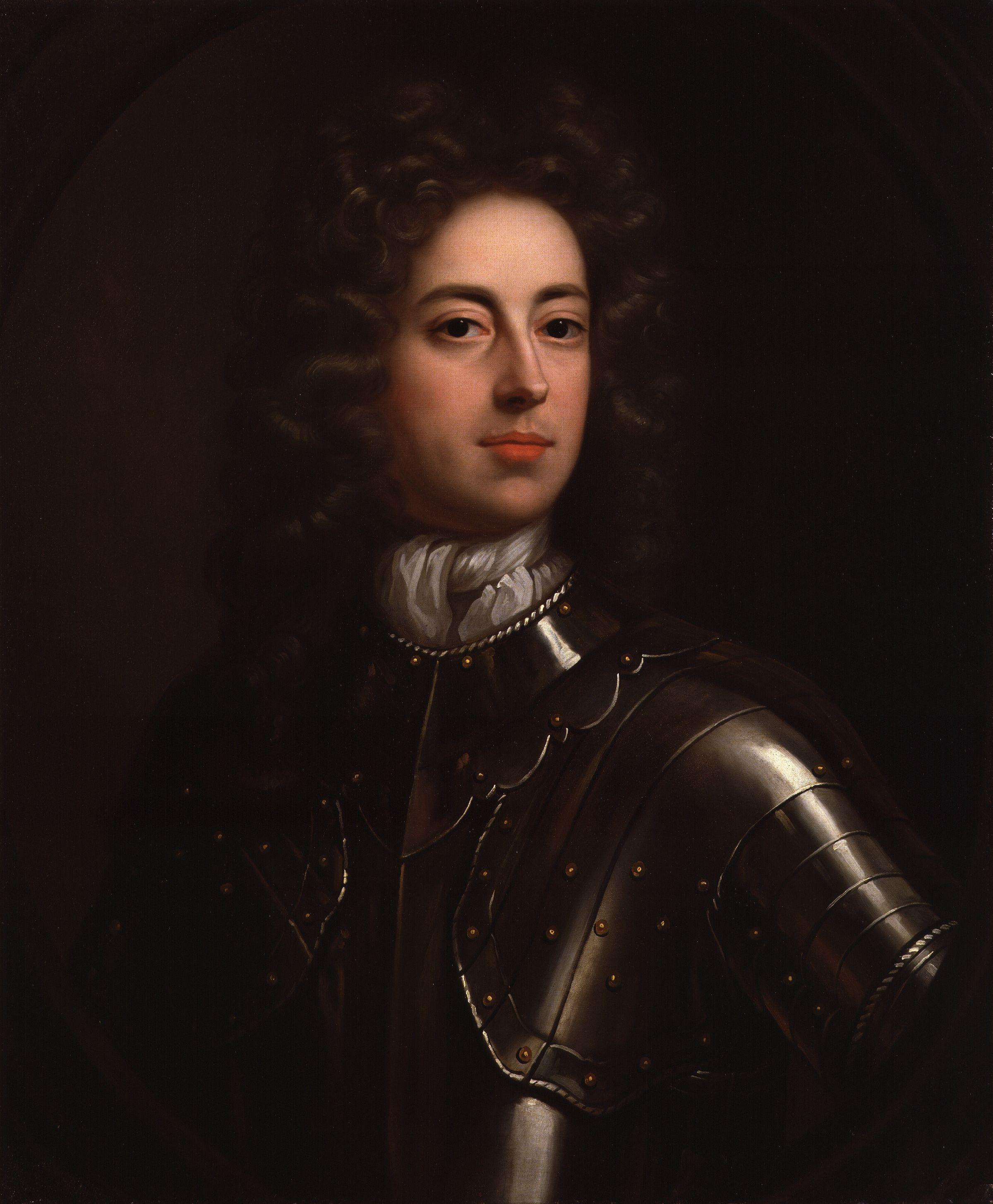
John Churchill nelle vesti di comandante militare

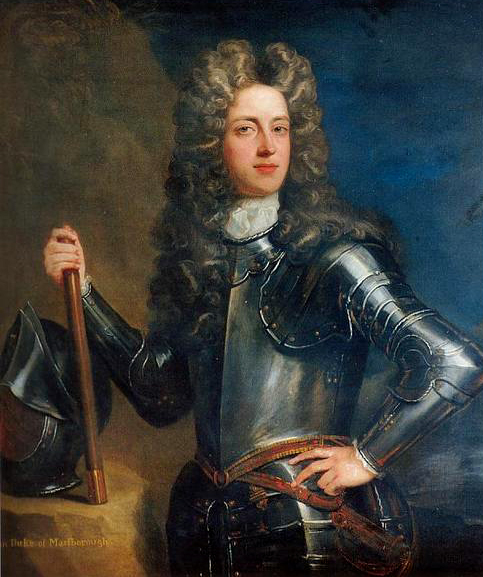
Churchill in giovane età

Nel 1683 Churchill fu inviato come capo della delegazione inglese che accompagnò il principe Giorgio di Danimarca dalla sua terra natale a Londra, dove sposò la principessa Anna Stuart, nipote di Carlo II. In questo modo l'Inghilterra vedeva assicurata la nascita di eredi protestanti al trono. Intanto Sarah, moglie di Churchill, aveva consolidato la sua amicizia, coltivata fin dall'infanzia, con Anna, che l'aveva fatta nominare sua Lady of the Bedchamber.
Nel 1685 Carlo II era morto e suo fratello Giacomo, cattolico, era salito al trono con il nome di Giacomo II. Il regno del nuovo sovrano fu subito segnato da un movimento di ribellione che si prefiggeva come obiettivo la deposizione di Giacomo e l'insediamento sul trono di James Scott, figlio illegittimo del defunto re Carlo II; il Duca, mandato in esilio nei Paesi Bassi a causa della sua partecipazione al Rye House Plot, congiura volta a eliminare Carlo e Giacomo, si era alleato con il potente clan scozzese di Argill e si preparava a una invasione del regno inglese.

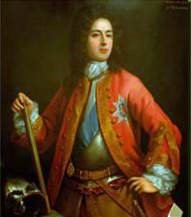
Churchill a trent'anni

Nel giro di pochi mesi il nuovo sovrano fronteggiò una serie di ribellioni, una delle quali fu quella di James Scott, I duca di Monmouth.
Churchill fu promosso Maggior Generale a luglio del 1685 e nominato capo delle truppe lealiste, quindi rapidamente sottoposto all'autorità di Louis de Duras, II conte di Feversham. Si ritiene che questa mancanza di fiducia fosse alla base della decisione, presa più tardi da Churchill, di concedere la propria lealtà ai sovrani del casato Stuart. Churchill nondimeno si distinse durante i combattimenti e divenne un'importante figura nell'esercito.

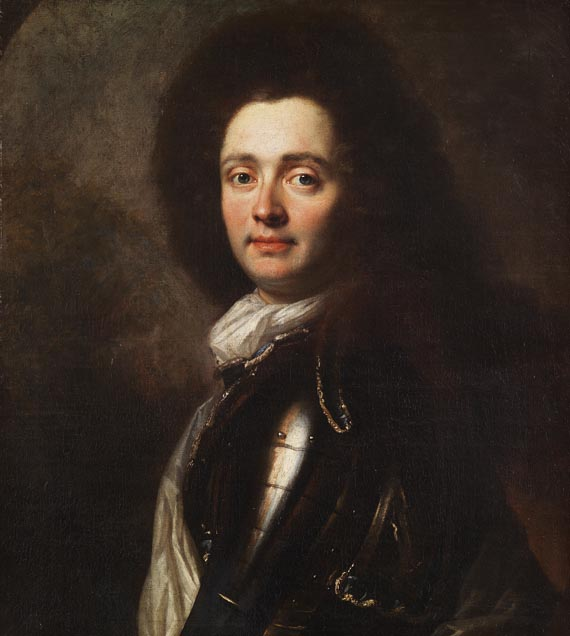
Churchill in un ritratto del XVIII secolo

Nel 1688 Guglielmo III d'Orange invase l'Inghilterra con il sostegno di buona parte della nobiltà protestante, dal momento che Giacomo II era cattolico e che si temeva tentasse di reintrodurre la monarchia assoluta nel suo regno, come pure che con la sua ubbidienza al Cattolicesimo romano avrebbe potuto dissestare la Chiesa d'Inghilterra. Giacomo promosse Churchill Tenente Generale in novembre e gli ordinò di impegnarsi a sconfiggere gli invasori. Egli invece disertò per unirsi alla causa orangista: la qual cosa comportò che l'esercito lo seguisse, ponendo Giacomo in una situazione assai difficile. Churchill preferì abbandonare il paese alla volta della Francia piuttosto che combattere quella che era pur sempre una guerra civile. La "gloriosa rivoluzione" si concluse con uno spargimento di sangue assai minore in Inghilterra di quanto non fosse dato credere (malgrado vi fosse un sollevamento in favore del re Giacomo in Scozia e una prolungata guerra in Irlanda (la cosiddetta "guerra guglielmina"). In cambio Churchill fu chiamato a fare parte del Consiglio Privato del Regno Unito (chiamato da ora in avanti "CP") a febbraio del 1689 e creato Conte di Marlborough ad aprile.
Nel 1689 Marlborough comandò il contingente inglese che combatté i francesi nelle Fiandre. L'anno seguente una spedizione sotto il suo comando fu catturata a Cork e Kinsale nella "Guerra guglielmita" in Irlanda.

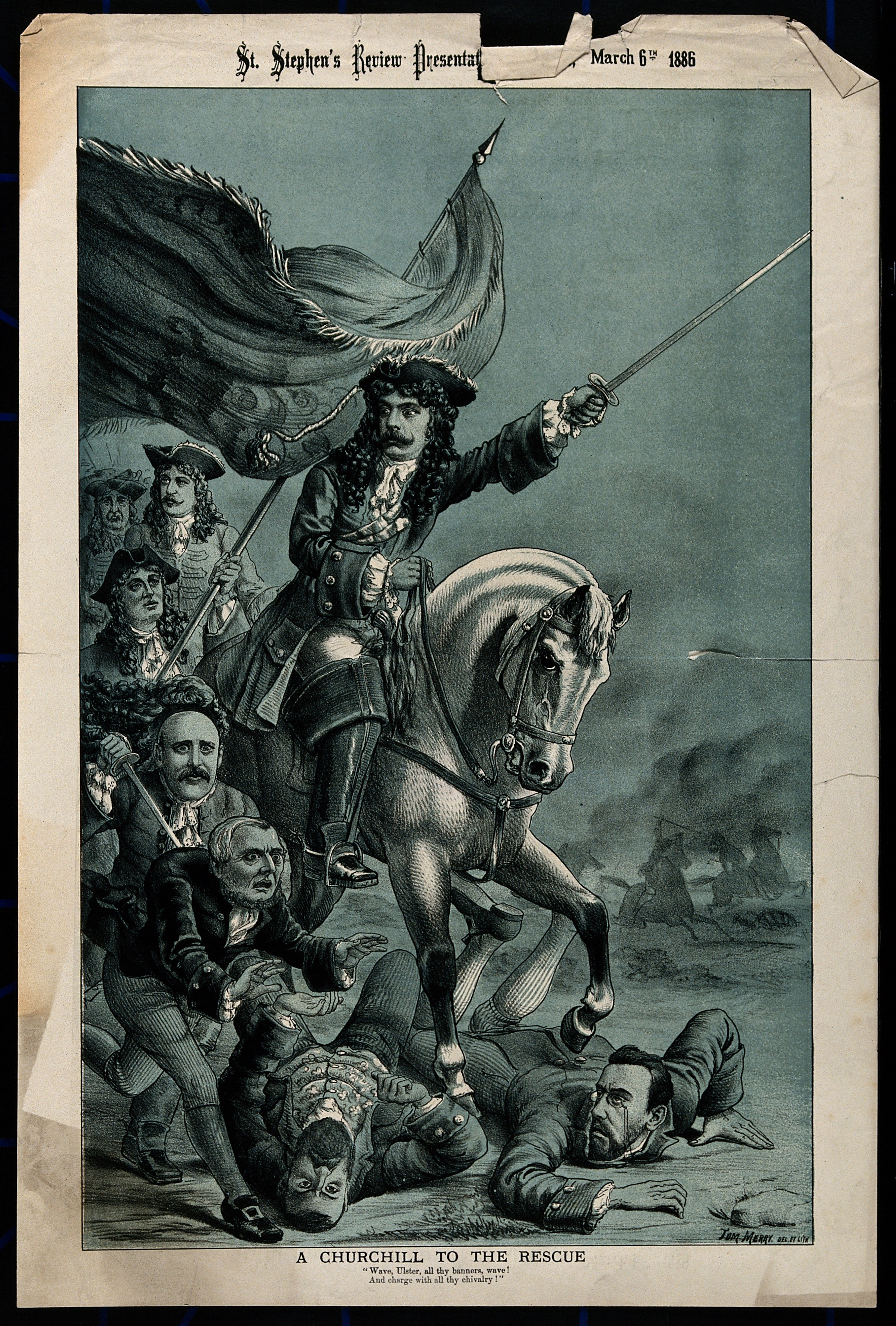
John in una vignetta satirica

Marlborough rimase fuori dalla sfera pubblica per gran parte dei successivi anni, dal momento che Guglielmo non si fidava del tutto del vecchio sostenitore degli Stuart. La sospettosità di Guglielmo era ben fondata, dal momento che nel 1692 Churchill fu scoperto tenere una corrispondenza segreta con l'esiliato Giacomo II, e cadde pubblicamente in disgrazia. È quasi incredibile che egli non soffrisse ulteriormente per quel suo tradimento. Egli fu in grado di ordire ancora intrighi, inviando novità circa i movimenti delle truppe inglesi alla Francia, nel corso delle guerre di Guglielmo sul continente europeo. Con una doppiezza caratteristica, tuttavia, egli sempre provvide a inviare le informazioni troppo tardi per poterne fare alcun uso. Si deve notare che, mentre Marlborough era in abituale corrispondenza con i nemici dell'Inghilterra, egli non abbandonò mai Guglielmo nei momenti di supremo pericolo, come aveva invece fatto con Giacomo II mentre era al suo posto di supremo comando. La sua attività più rimarchevole fu allora quella di Governatore della Hudsons Bay Company. La città canadese di Churchill, un antico avamposto della Compagnia, deve il suo nome a quella sua funzione.

### Servizio militare nel continente europeo

#### Inizio della Guerra di Successione spagnola
Tornò in primo piano con gli eventi che portarono alla guerra di successione spagnola nel 1701. Filippo, Duca di Anjou, nipote del re di Francia Luigi XIV, fu proposto come erede al trono di Spagna, ma piuttosto che consentire alla Francia di estendere il suo potere a una così ampia parte del continente europeo, si predispose allo scontro armato una coalizione di potentati europei che comprendevano la Gran Bretagna, i Paesi Bassi, l'Austria e la maggior parte dei piccoli Stati e dei principati dell'Impero, sostenendo il pretendente austriaco, l'Arciduca Carlo. Il Portogallo e la Savoia si unirono all'alleanza poco dopo. Guglielmo d'Orange morì nel 1702, ma non prima di avere organizzato con successo l'alleanza anti-francese, e la guerra fu condotta anche senza di lui. A quel punto giunse l'ora fatidica per Marlborough che gli dette il destro per mettersi in mostra sul campo di battaglia come nessun generale britannico aveva fatto prima di lui e anche la sua posizione e la sua carriera in patria raggiunsero il culmine.
La successione di Guglielmo con sua cognata la regina Anna avvenne sotto l'influenza della moglie di Marlborough, ed egli godé della fiducia e del favore della nuova sovrana. Immediatamente dopo la sua ascesa al trono Marlborough fu nominato cavaliere dell'Ordine della Giarrettiera (da qui l'abbreviazione post-nominale "KG", Knight of the Garter), fu nominato Capitano-Generale delle truppe inglesi, e nominato Master-General dell'Ordnance (Sussistenza). Lo stesso anno scoppiò la guerra di successione spagnola contro la Francia e il Capitano-Generale Lord Marlborough fu nominato comandante in capo delle forze alleate.

#### Prime campagne
La campagna del 1703 non produsse alcun risultato, ma Marlborough guadagnò un vantaggio sostanziale nel frustrare i piani di Luigi XIV di invadere i Paesi Bassi, occupando le fortezze olandesi nord-orientali dei Paesi Bassi, Venlo e Roermond, e devastando l'Elettorato del Principe-Elettore di Colonia, come pure i domini del Principato vescovile di Liegi, due alleati tedeschi di Luigi. Per queste vittorie fu creato Marchese di Blandford e Duca di Marlborough, il titolo con il quale è rimasto più noto. Venne altresì accreditato della fondazione di una nuova scuola di strategia militare. I generali europei fino ad allora provenivano dalla vecchia scuola, che era convinta assertrice dell'impetuoso attacco armato a ranghi contrapposti secondo una logica "propria dei gentiluomini", dove la vittoria era usualmente guadagnata a costo di gravi perdite. Sul campo di battaglia egli era sempre vigile ed energico, anche se era spesso meno vigoroso nelle operazioni precedenti alla battaglia per assicurarsi il minimo vantaggio, come l'aggirare i fianchi e le posizioni degli avversari, e l'ingannare e l'attaccare il nemico quando esso meno se l'aspettava. In una occasione egli costrinse ad arretrare un esercito francese di 60.000 uomini e si impadronì di metà del Ducato di Brabante (oggi Belgio) con perdite minori di 80 uomini. Anche quando erano necessarie battaglie cruente e aggressive, egli mai si allontanava dai suoi uomini e condusse personalmente i suoi soldati nelle più infuocate mischie con un coraggio imperturbabile che gli valse l'universale ammirazione.

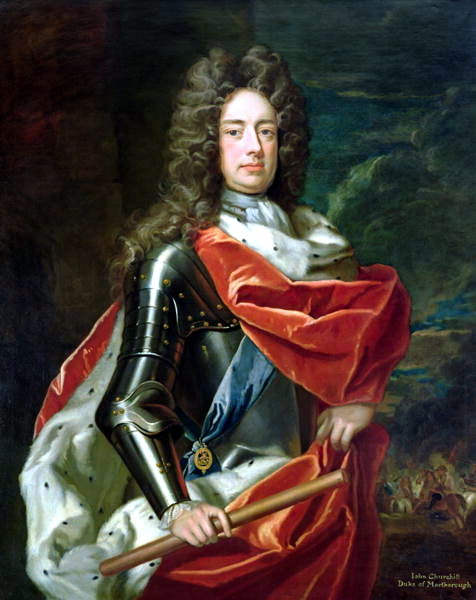
Ritratto di John Churchill
Godfrey Kneller, 1703

Marlborough fu anche un innovatore nel campo della logistica e della sussistenza. In un'epoca in cui gli eserciti spesso vivevano foraggiandosi e alimentandosi a spese delle contrade che li ospitavano, le campagne di Marlborough si distinsero per il fatto che i suoi uomini erano ben nutriti e riforniti.

#### Blenheim e altre vittorie

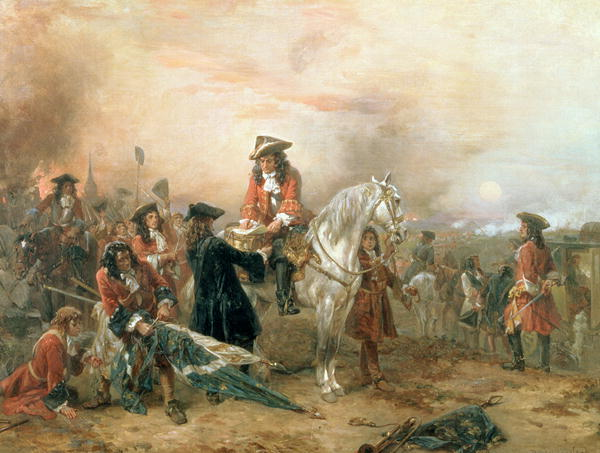
Marlborough scrive da Blenheim una lettera alla moglie Sarah, in un dipinto di Robert Alexander Hillingford. "Non ho tempo per dirti di più se non di perorare il dovere da me svolto verso la regina, e falle sapere che le sue armate hanno riportato gloriosa vittoria".

Il 1704 portò la prima notevole vittoria campale con la quale Marlborough fu in grado di mostrare appieno tutte le sue capacità. Al principio il suo esercito era dislocato fra la Mosa e il Basso Reno, a protezione dei Paesi Bassi contro la Francia. Tuttavia Luigi XIV aveva portato un altro esercito in Germania meridionale e lo aveva unito ai suoi alleati bavaresi e la forza così combinata aveva occupato la valle dell'Alto Danubio, minacciando seriamente l'Austria. Marlborough rapidamente capì che il teatro di azione di maggior rilevanza strategica era in Baviera, non sulla Mosa. Di conseguenza celermente marciò con le sue forze, compresi i riluttanti olandesi, attraverso la Germania verso la Baviera, mentre lungo la strada portava a compimento una serie di brillanti simulazioni che indussero i francesi a credere che egli si stesse preparando ad attaccare l'Alsazia. Mentre costoro si affrettavano a contrastarlo colà, egli repentinamente penetrò nel Württemberg e giunse nella vallata del Danubio. Qui attaccò il campo fortificato bavarese a Schellenberg, vicino Donauwörth, si frappose fra il nemico e l'Austria e ostacolò ogni ulteriore avanzata su Vienna. Egli si congiunse così all'esercito austro-tedesco comandato dal Principe Eugenio di Savoia e la forza combinata era abbastanza consistente per scontrarsi con successo con l'intero esercito franco-bavarese, che contava 56.000 uomini. Attaccandola egli conseguì una grande vittoria nella battaglia di Blenheim. Conquistò l'intera Baviera e l'Austria fu così salva. La sconfitta fu così devastante che Luigi XIV fu obbligato a ritirarsi dietro il Reno e non fu più in condizione di minacciare la Germania. Rapidamente come era giunto Marlborough si affrettò a muoversi verso la frontiera olandese e si presentò ancora sulla Mosa in primavera, minacciando i Paesi Bassi spagnoli e la loro frontiera orientale.

#### Ultime battaglie

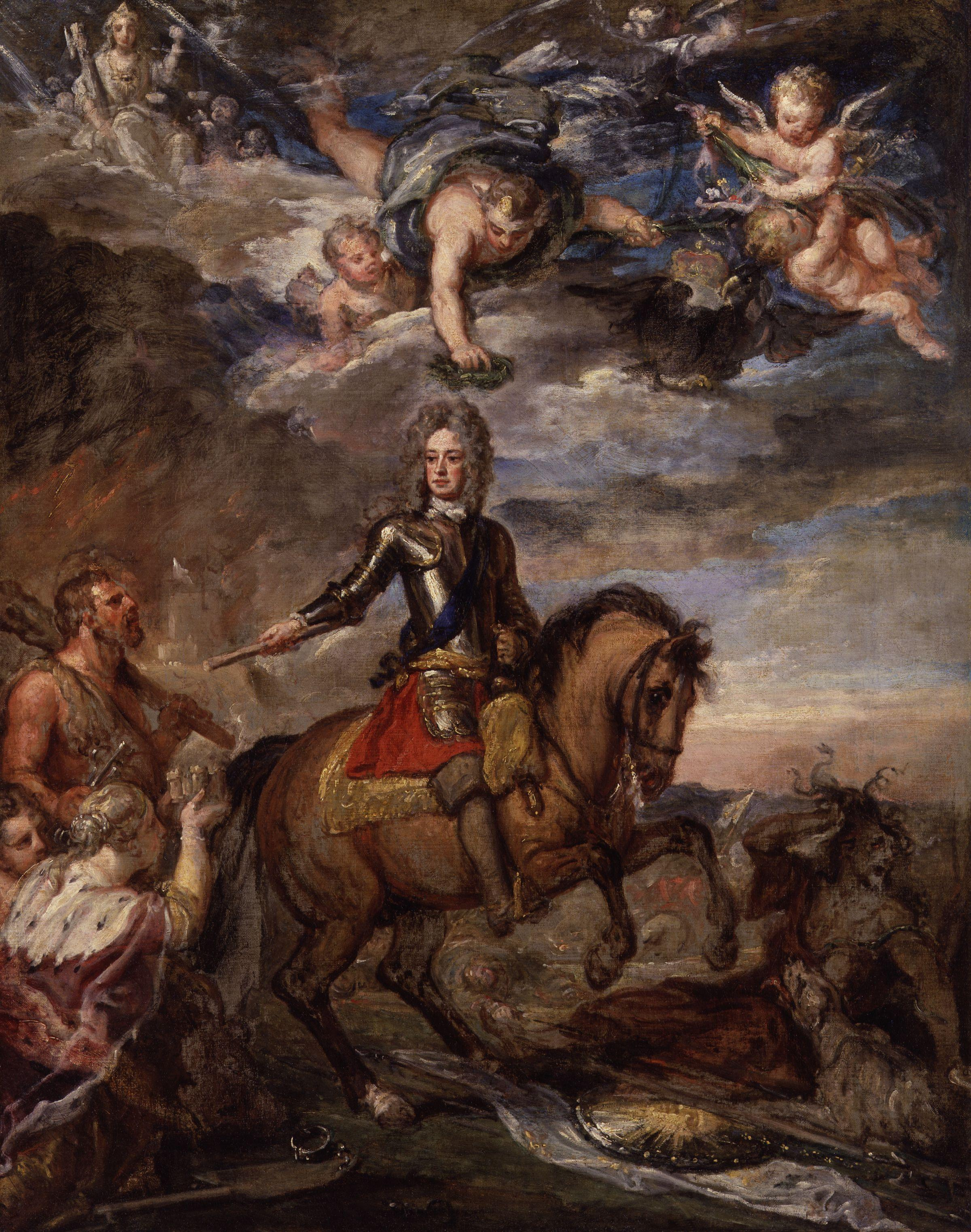
Ritratto allegorico di John Churchill a cavallo eseguito da sir Godfrey Kneller.

Nel 1705 Marlborough fu costretto a rinunciare a un ambizioso attacco contro la Francia attraverso la vallata della Mosella, perché il Principe Eugenio era stato inviato a combattere in Italia. Nondimeno decise un'offensiva nei Paesi Bassi spagnoli. I francesi, sotto il comando del Maresciallo Villeroi, si erano concentrati in una lunga linea che andava da Anversa a Namur, coprendo ogni punto vulnerabile con fortificazioni.

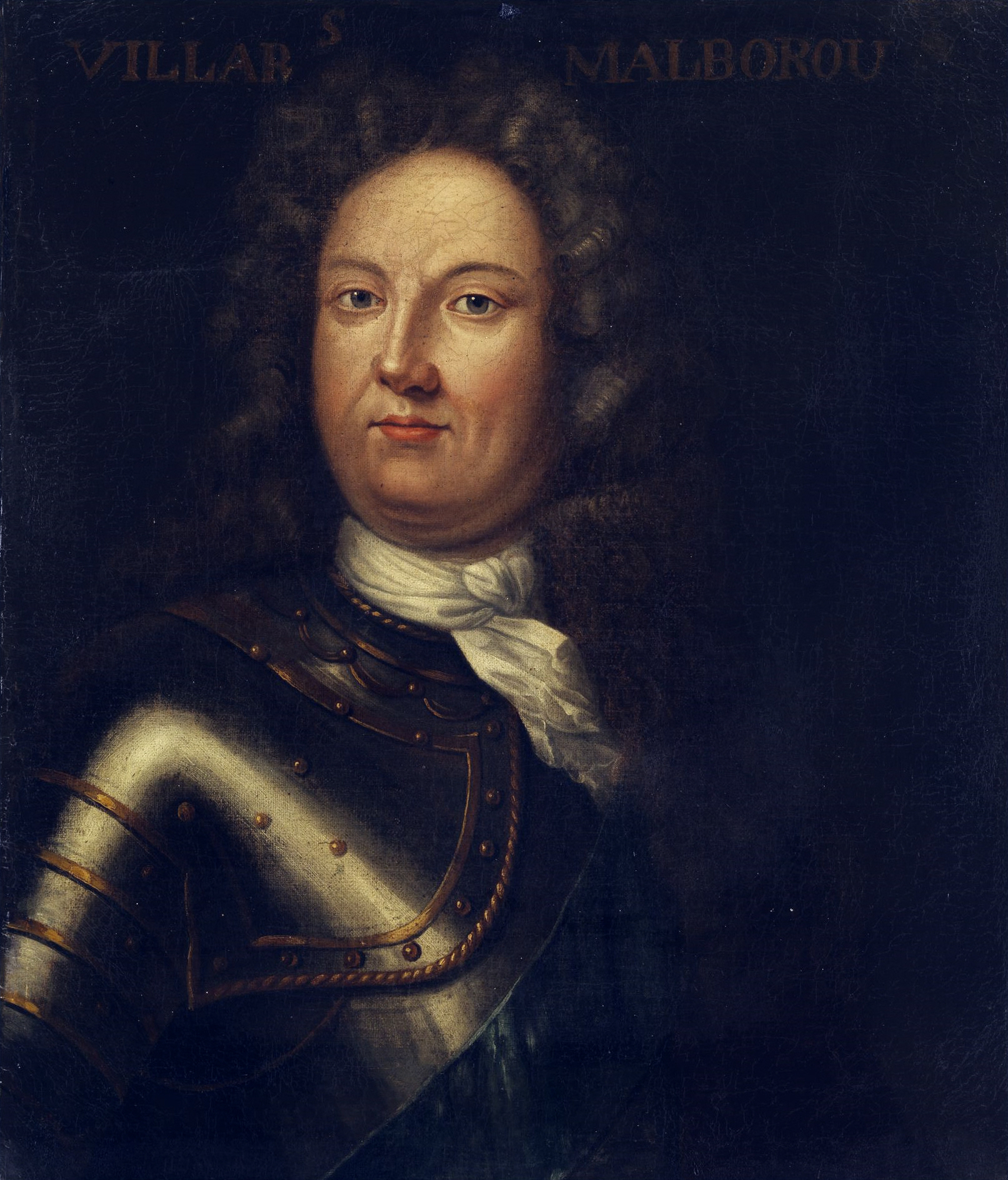
Ritratto settecentesco del Duca

Marlborough voleva impegnare una battaglia campale a Waterloo, ma il governo olandese sgomberò le sue forze e si defilò da ogni impegno determinante. La sua occasione si presentò tuttavia in primavera, quando egli indusse Villeroi a concentrare tutte le forze francesi nei Paesi Bassi spagnoli per difendere la fortezza di Namur. La conseguente battaglia di Ramillies (1706) rappresentò una devastante sconfitta per i francesi e come risultato Bruxelles, Anversa, Gand, Bruges, tutte le Fiandre e la Contea di Hainaut caddero nelle mani di Marlborough. Tutto ciò che rimaneva ai francesi sul territorio erano le fortezze di Mons e di Namur.

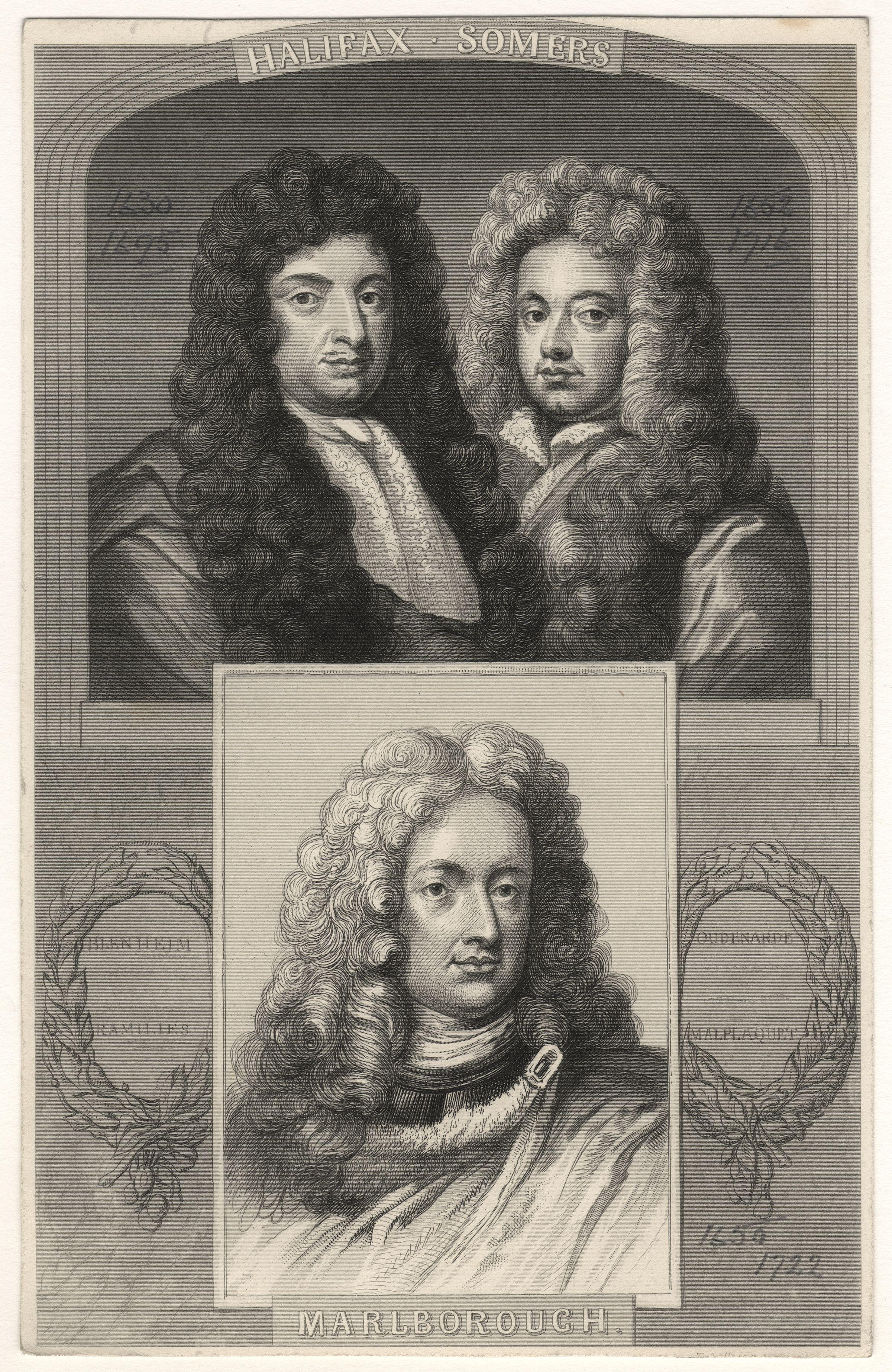
George Savile, I marchese di Halifax, John Somers, barone Somers e John Churchill, I duca di Marlborough

Marlborough fu parimenti abile come diplomatico, oltre che come generale. Nessun altro personaggio dell'alleanza anti-francese avrebbe potuto mantenere unito un assortimento di eserciti tanto diversi e frazionati. Senza la sua guida astuta, essi sarebbero piombati in una litigiosa disunione. Egli aveva tutte le qualità dell'uomo di Stato: paziente, geniale, raffinato e pratico. Nel 1707 Carlo XII di Svezia, un antico alleato della Francia, invase la Germania da settentrione, perseguendo una contesa che lo contrapponeva all'Elettore della Sassonia. In grande apprensione per il timore che la Svezia potesse interferire nella guerra a aiutare la Francia, Marlborough si affretto alla volta della Sassonia, visitò Carlo nel suo accampamento e lo blandì persuadendolo a ritirarsi senza sparare neppure un colpo. Sopportò la periodica intransigenza delle sue truppe olandesi e l'erculeo compito di condurre così tanti eserciti e nazionalità alla vittoria. I successi di Marlborough continuarono a sommarsi e portarono alla sua nomina, nell'ambito dell'Impero, a Principe del Sacro Romano Impero e a Principe di Mindelheim.
Il principe Eugenio di Savoia, feldmaresciallo imperiale, ebbe del pari successo in Italia, conquistando Milano e il Piemonte a settembre del 1707 e obbligando i francesi a ritirarsi al di là delle Alpi. Anche Luigi subì rovesci nella stessa Spagna, in cui i Catalani insorsero in favore dell'Arciduca Carlo, e le invasioni anglo-austriache portarono alla perdita di buona parte della Spagna orientale, incluse Madrid e Barcellona. Luigi infine chiese la pace, offrendo di rinunciare alle pretese di suo nipote al trono di Spagna, come pure a tutti i Paesi Bassi spagnoli, se gli fosse stato permesso di mantenere i domini spagnoli in Italia. Mentre olandesi e tedeschi erano favorevoli ad accettare, la proposta fu respinta essenzialmente perché l'Imperatore asburgico mirava a ottenere Milano e anche perché Marlborough bramava le ricchezze e la gloria che la guerra gli avrebbe offerto e convinse Londra a respingere la proposta francese. La controffensiva francese che ne derivò nel 1708 costò agli alleati assai più dei loro guadagni in Spagna e una nuova invasione nelle Fiandre che permise la riconquista di Gand da parte di Luigi XIV. Allo stesso tempo la duchessa di Marlborough ritenne che la propria influenza sulla regina stesse venendo meno e che la posizione del duca stesse diventando per questo meno salda.

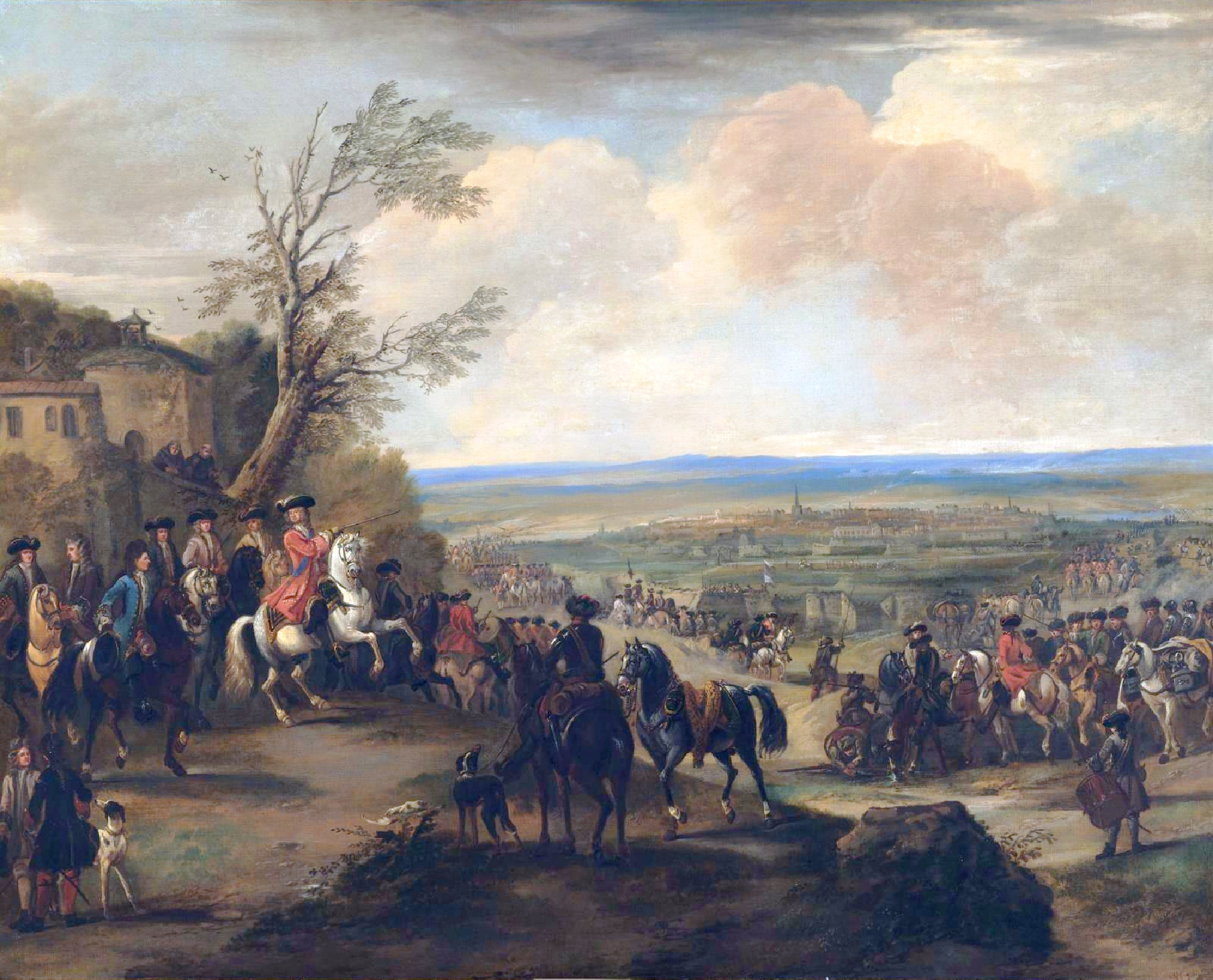
Il duca di Marlborough alla Battaglia di Oudenaarde

Nondimeno Marlborough riunì le sue forze e attaccò i francesi, sconfiggendoli nella battaglia di Oudenaarde. L'11 luglio 1708 ciò che rimaneva dell'esercito francese si ritirava nei confini francesi. Marlborough, rinforzato dalle truppe austriache del Principe Eugenio, le inseguì, spingendosi fino in Francia e conquistando la piazzaforte settentrionale di Lilla al termine di un lungo assedio (9 dicembre 1708). Luigi fu umiliato, anche più che nel 1706. Ancora una volta avanzò le sue condizioni per una pace ma gli Alleati resero impossibile il loro accoglimento, chiedendogli di consegnare loro Strasburgo e numerose fortezze di confine, come pure di assicurare l'invio di un esercito in Spagna per ostacolare suo nipote qualora questi avesse rifiutato di rinunciare alla Corona spagnola. Luigi non poteva andar contro il suo stesso sangue. Si sa che disse: «Se devo combattere, allora fatemi combattere i miei nemici piuttosto che il mio stesso sangue». Si appellò alla nazione perché rimanesse salda e resistesse agli invasori. I suoi eserciti erano affamati e le casse del tesoro vuote, ma con un supremo sforzo la Francia rispose al suo appello e un nuovo esercito di 100.000 uomini, al comando del Maresciallo Villars, fu levato e inviato per costringere Marlborough a togliere l'assedio di Mons. Malgrado le forti difese francesi, Marlborough attaccò e li sconfisse nella battaglia di Malplaquet nel 1709, sebbene al costo di pesanti perdite. Come conseguenza Mons cadde e Marlborough procedette a porre l'assedio alle fortezze di Artois e delle Fiandre francesi.

### Allontanamento da Corte
Tuttavia, nel 1710, due avvenimenti posero fine agli exploit militari di Marlborough e alla sua preminenza a Corte. In primo luogo, la regina Anna si liberò del tutto della duchessa di Marlborough, allontanandola dai suoi incarichi e bandendola dalla Corte. In secondo luogo si verificò la caduta del Gabinetto Whig che aveva a lungo sostenuto la prosecuzione della guerra. Incidentalmente il primo ministro Whig, Sidney Godolphin, I conte di Godolphin, era strettamente solidale con i Churchill, dal momento che il figlio di Godolphin era sposato con la figlia di Churchill. Il nuovo Gabinetto Tory cominciò subito a negoziare con la Francia. Marlborough, che abilmente era riuscito a irrompere attraverso le linee fortificate di Villars, aveva appena conquistato Bouchain e si preparava ad avanzare in Piccardia, quando fu richiamato in Inghilterra e sostituito dal Duca di Ormonde. Al suo arrivo, fu accusato di corruzione, cosa della quale egli era senza ombra di dubbio colpevole.
Nel 1711 si dimostrò che egli aveva incamerato una tangente del 2.5% dall'Imperatore Giuseppe I su tutti i sussidi britannici pagati all'Austria, ammontanti alla somma di 150.000 sterline. Aveva anche preso bustarelle per più di 60.000 sterline dai fornitori che avevano rifornito i suoi eserciti. Invano egli riconobbe le somme e protestò che esse erano pagamenti propri e consueti in tempi di guerra. Malgrado i suoi sostenitori fra gli Alleati avessero difeso le azioni di Marlborough, la sua reputazione ne soffrì grandemente ed egli si ritirò sul continente europeo. Gli inglesi siglarono la pace con la Francia nel 1713 (Trattato di Utrecht).
Il principale legato delle vittorie di Marlborough fu la distruzione dell'egemonia francese in Europa.

### Ritorno alla ribalta e morte

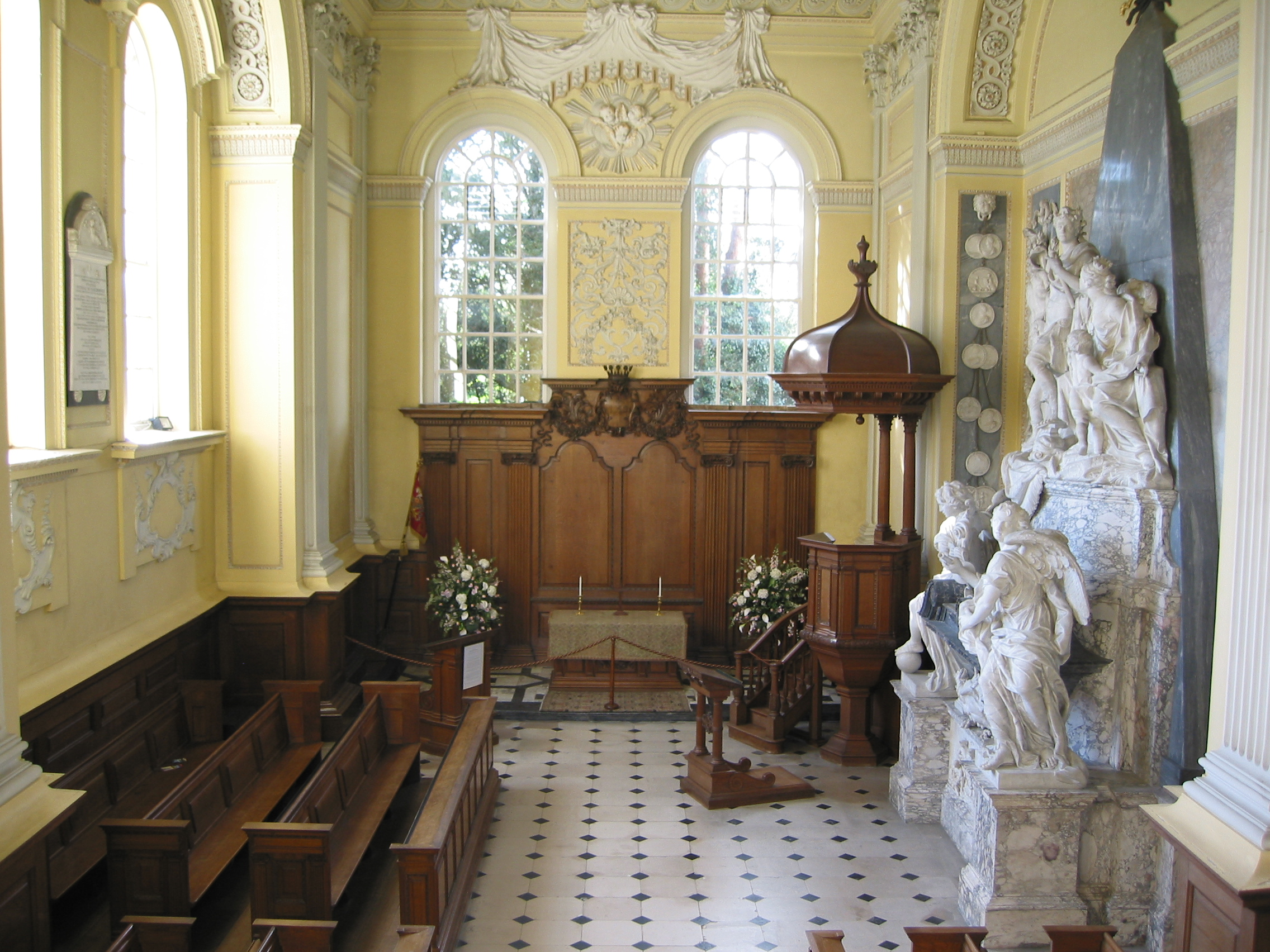
Tomba del Duca e della Duchessa nella cappella del palazzo di Blenheim

La regina morì il 1º agosto 1714. Dopo la successione di Giorgio I, Marlborough tornò in Inghilterra, fissando la sua residenza alla Great Lodge nel Windsor Great Park (Berkshire) in cui sua moglie era la Sovraintendente. A quel tempo i Whigs tornarono ancora al potere. La sua reputazione fu irrimediabilmente rovinata dalle rivelazioni del 1711 circa i suoi misfatti finanziari e perciò rifiutarono di servirsi di lui ed egli non fu quindi in grado di tornare al potere. Tuttavia i Whigs gli attribuirono la carica assai lucrosa, benché nominale, di Comandante in Capo. Andò in pensione e passò la massima parte del tempo che gli rimase da vivere nell'edificazione della sua nuova residenza di Blenheim Palace. Alla sua morte nel 1722 era stato colpito da paralisi e da disturbi cerebrali. Sebbene il Duca e la Duchessa si trasferissero nel loro palazzo, esso non fu completato fino alla morte del Duca. Nel 1730 la moglie Sarah ordinò una tomba comune per la cappella e il corpo del marito fu fatto tornare dalla Westminster Abbey.

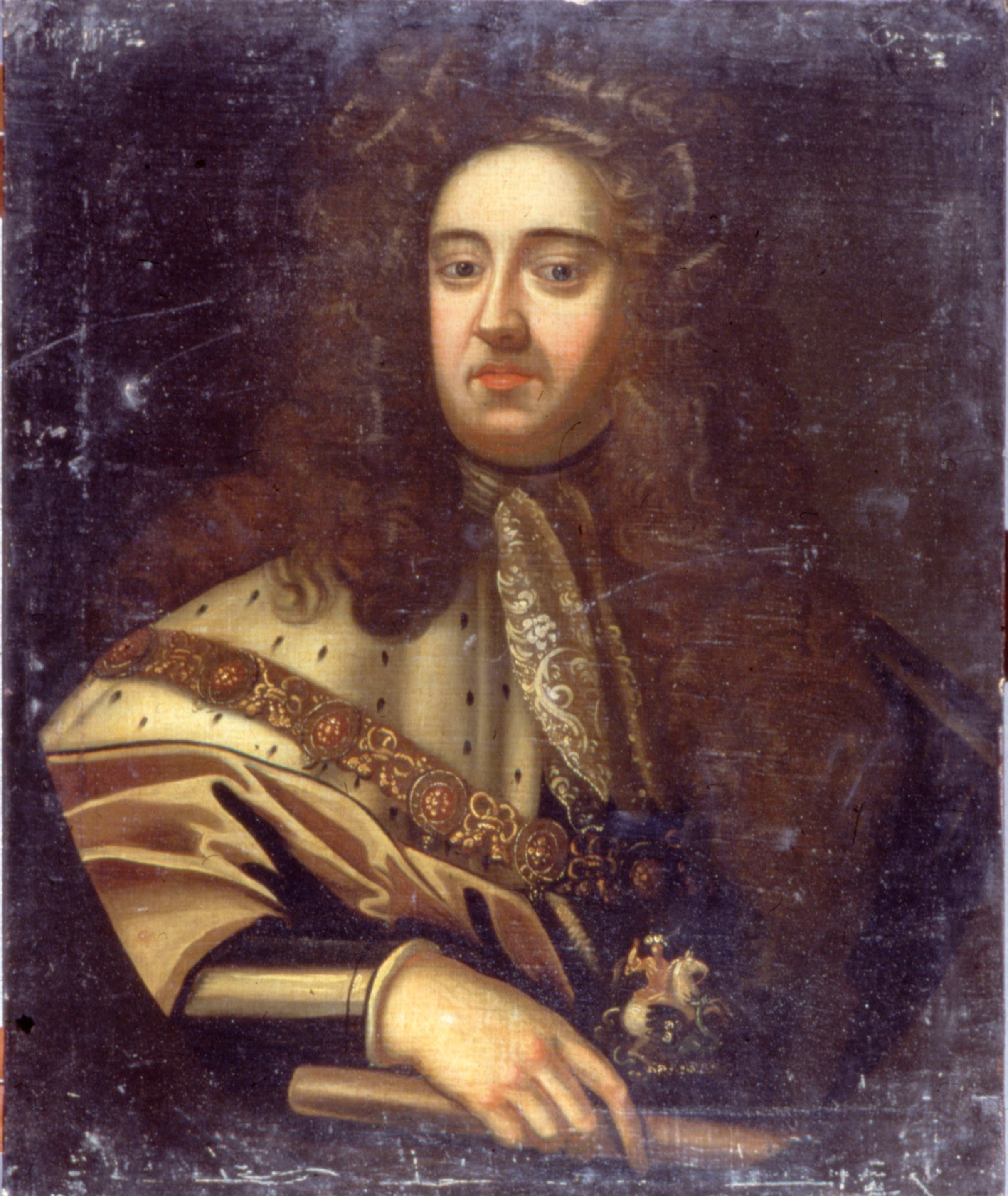
Il Duca di Marlborough in un ritratto custodito nel Dulwich Picture Gallery

Marlborough acquistò una notevole collezione di opere d'arte, che fu venduta dai suoi discendenti nel XIX secolo per pagare i debiti.

## Discendenza

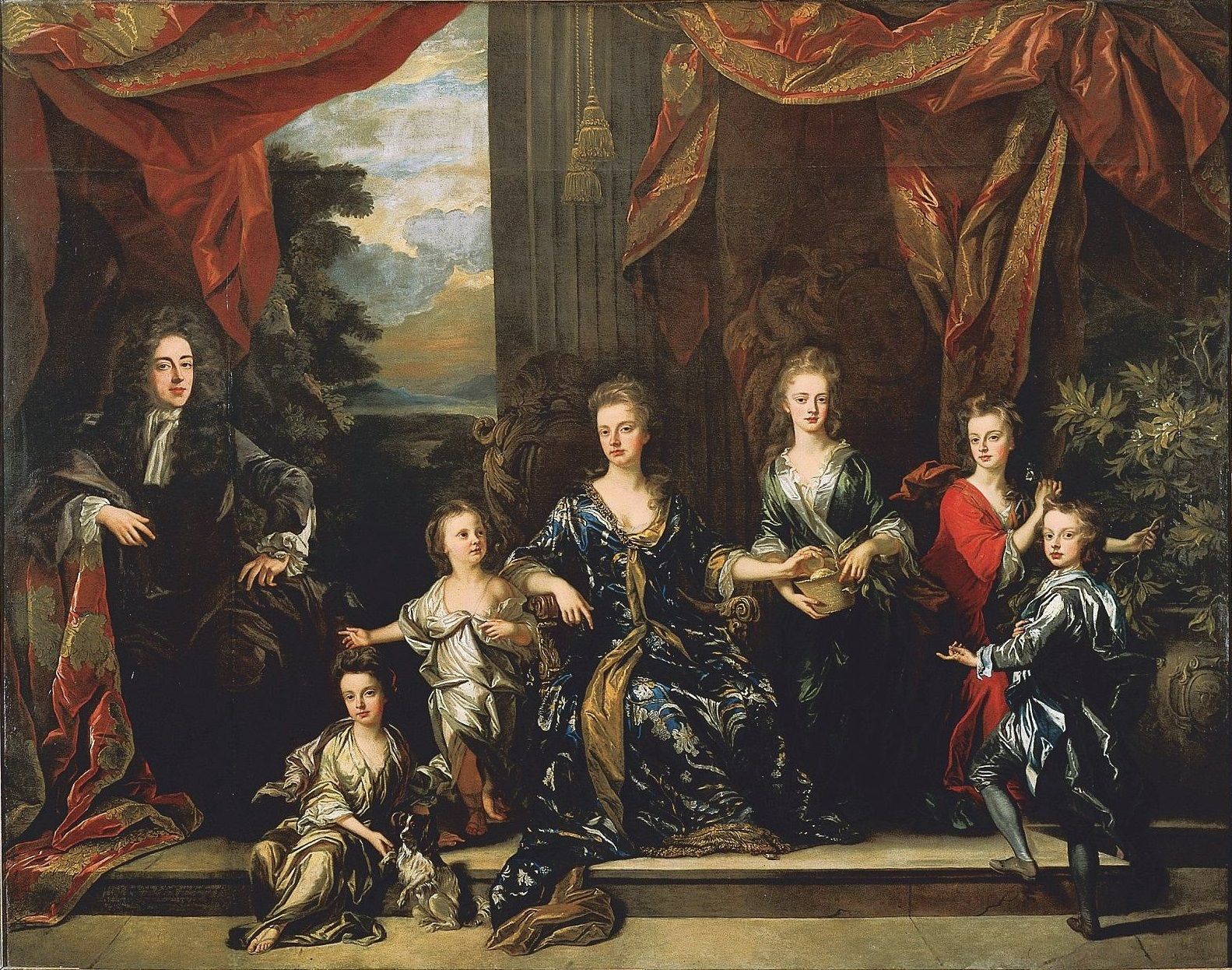
La famiglia del Duca di Marlborough di John Closterman

### Discendenti diretti
Marlborough e sua moglie Sarah ebbero sette figli:
- Harriet Churchill (ottobre 1679 – prima del 1698);
- Henrietta Churchill, II duchessa di Marlborough (19 luglio 1681 – 24 ottobre 1733), coniugata con Francis Godolphin, II conte di Godolphin;
- Anne Churchill (27 febbraio 1683 – 15 aprile 1716), coniugata con Charles Spencer, III conte di Sunderland;
- John Churchill, marchese di Blandford (13 febbraio 1686 – 20 febbraio 1703);
- Elizabeth Churchill (15 marzo 1687 – 22 marzo 1714), coniugata con Scroop Egerton, I duca di Bridgwater;
- Mary Churchill (15 luglio 1689 – 14 maggio 1751), coniugata con John Montagu, II conte di Montagu;
- Charles Churchill (19 agosto 1690 – 22 maggio 1692).

Prima del suo matrimonio Marlborough aveva avuto una relazione anche con Barbara Villiers, duchessa di Cleveland. Si presume, da parte di molti storici, che il padre naturale della giovane figlia di quest'ultima, Barbara, fosse John Churchill.

### Discendenza successiva
Quando i figli di Churchill gli premorirono, il titolo fu concesso per uno speciale Atto del Parlamento alla loro figlia primogenita. Il titolo passò così a Lady Henrietta Churchill.
Lady Anne Churchill, sposò Charles Spencer, III conte di Sunderland e da questo matrimonio discendono i moderni Duchi di Marlborough.
Importanti discendenti di Marlborough sono Georgiana Spencer, duchessa del Devonshire, Winston Churchill, Diana, principessa di Galles, omonima di Lady Diana Spencer, vissuta nel XVIII secolo.
Winston Churchill, che fu anche suo biografo, era assai fiero di essere un discendente di Marlborough. Al paragone fattogli una volta secondo cui la Battaglia d'Inghilterra era stata la sua Waterloo (vale a dire una grande vittoria britannica), egli replicò affermando, «No, è la mia Blenheim».

## Titoli, onorificenze e stemma

### Titoli e trattamento
In Inghilterra:
- 26 maggio 1650 – 21 dicembre 1682: John Churchill, Esq.
- 21 dicembre 1682 – 14 maggio 1685: The Right Honourable, Lord Churchill di Eyemouth
- 14 maggio 1685 – 9 aprile 1689: The Right Honourable, Lord Churchill di Sandridge e Eyemouth
- 9 aprile 1689 – dicembre 1702: The Right Honourable, il Conte di Marlborough
- dicembre 1702 – 16 giugno 1722: Sua Grazia, il Duca di Marlborough

Nel Regno di Gran Bretagna:
- 1 maggio 1707 — 16 giugno 1722: Sua Grazia, il Duca di Marlborough

Nel Sacro Romano Impero:
- 18 novembre 1705 – 1714: Sua Altezza Serenissima, il Principe di Mindelheim, Conte di Nellenburg, Principe del Sacro Romano Impero

## John Churchill nella cultura di massa

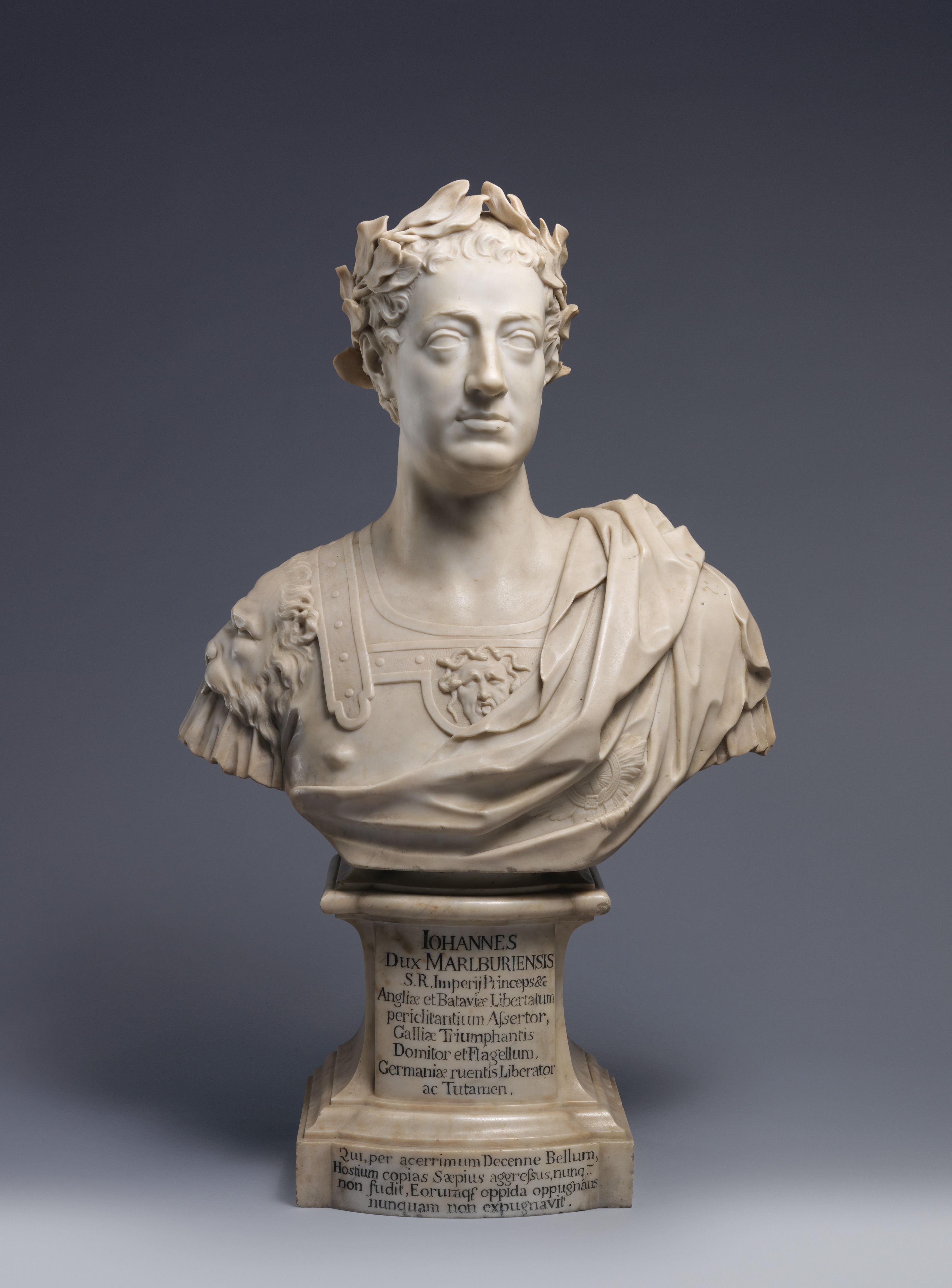
Busto del Duca di Marlborough, opera di John Michael Rysbrack

### Giudizio storico
Lo storico John H. Lavalle ha commentato a proposito della figura del Duca di Marlborough:
Il posto di Marlborough è quello riservato a uno dei migliori soldati che la Gran Bretagna abbia mai dato alla luce. Dotato di coraggio personale, immaginazione, senso civico, autocontrollo e ingegno come per i migliori comandanti in armi. Egli aveva l'innata capacità di percepire la debolezza dei nemici e aveva l'abilità di utilizzare stratagemmi per sbilanciare le forze a lui opposte... Era nel campo della strategia, a ogni modo, che Marlborough appariva particolarmente versato. Come comandante in capo dell'esercito di coalizione fu in grado di tollerare politici, alleati e pazzi in maniera gentile. Vide anche il potenziale di introdurre fucili ad acciarino e baionette per l'offensiva... fare la guerra in un'epoca in cui le estese fortificazioni, i magazzini e le difese dominavano il pensiero militare. L'attenzione di Marlborough alla logistica gli permise di liberarsi dai legami del sistema dei magazzini e assicurare ai suoi soldati cibo, vestiti e una paga regolari, guadagnandosi la fedeltà assoluta delle sue truppe e il soprannome di "Corporal John".
Marlborough era versato sia in battaglia che nell'assedio. Robert Parker scrisse:
dieci furono le campagne che condusse contro la Francia; durante tutte queste occasioni non perse mai l'opportunità di combattere, quando vi era la possibilità, con il nemico, e in tutte le occasioni condusse le cose con giudizio, non combatté mai una battaglia senza avere la meglio, non condusse mai un assedio a una città senza poi prenderla.
Per gli storici militari David Chandler e Richard Holmes, Marlborough è da considerare il più grande comandante militare inglese di tutti i tempi, opinione condivisa anche da altri tra cui il duca di Wellington il quale disse "non conosco nulla di più grande di ciò che fece Marlborough con l'esercito". Lo storico whig, Thomas Macaulay, denigrò invece Marlborough nelle pagine del suo History of England nel quale perseguitò il duca, nelle parole dello storico John Wilson Croker, con "una ferocia inaudita tipica di un mastino". Secondo lo storico George Macaulay Trevelyan Macaulay "istintivamente fece risaltare il genio di Marlborough dietro lo sfondo della sua cattiveria". Fu proprio in risposta alla History di Macaulay che il discendente del duca, Winston Churchill, scrisse una biografia del generale dal titolo Marlborough: His Life and Times (4 vol. 1933–1938).
Marlborough era inoltre ambizioso e sfrenato nella ricerca di ricchezza, potere e posizioni sociali, fatto che gli appioppò l'immagine di avaro e senza scrupoli. Questi tratti sono stati probabilmente esagerati dalle fazioni politiche a lui opposte, come denotato da Trevelyan, come pure contro di lui si scontrarono probabilmente altre grandi famiglie inglesi che non poterono come nel suo caso accumulare grandi ricchezze o realizzare una grande residenza a spese dello stato. Nella sua ricerca di fama e interessi personali poté apparire senza scrupoli, come testimonia del resto la sua diserzione dalla causa di Giacomo II. Secondo Macaulay questa azione venne motivata dallo stesso duca come una lezione impartita al suo mentore; in un'analisi proposta dallo storico Gilbert Keith Chesterton: "Churchill, per aggiungere alla sua figura qualcosa di simile a un Iscariota, si portò da Giacomo con le migliori professioni di amore e lealtà... e poi con tutta calma consegnò l'esercito all'invasore". Secondo Trevelyan, il comportamento di Marlborough durante la rivoluzione del 1688 fu un chiaro segno della sua "devozione alle libertà dell'Inghilterra e nei confronti della religione protestante". La sua continua corrispondenza con Saint-Germain non venne ben vista. Anche se sicuramente Marlborough non vedeva di buon occhio una restaurazione giacobita, il suo comportamento ambiguo con Guglielmo III e Giorgio I non lo rese mai completamente degno di fiducia.
La debolezza del duca di Marlborough durante il regno della regina Anna segnò l'uscita della sua persona dalla scena politica inglese. La sua determinazione a preservare l'indipendenza dell'amministrazione della regina dal controllo delle fazioni dei partiti inizialmente gli fece guadagnare punti a corte, ma quando il favore reale si rivolse altrove, il duca, come pure il suo alleato chiave Godolphin, si trovò isolato; in un primo momento divenne poco più di un servo per i whigs, e poi vittima dei tories.

### Nel cinema
- John e Sarah Churchill furono The First Churchills nella serie televisiva della BBC che portava appunto tale titolo.

### Nella letteratura e nella musica
Il ruolo svolto da Marlborough nella guerra di successione spagnola è ricordato con accenti cinici nel poema The Battle of Blenheim di Robert Southey e nella canzone popolare Lord Marlborough.
In Spagna Marlborough è ricordato a livello popolare in una canzoncina infantile: "Mambrú se fue a la guerra, mire usted, mire usted, qué pena...". In una variante "mire usted" è sostituito da "qué dolor". Questa è senza dubbio una traduzione della canzone dei soldati del XVIII secolo "Marlbrough s'en va-t-en guerre...". In questa canzone la moglie di Marlbrough è invitata a indossare un abito nero, perché sta per diventare assai presto vedova. La melodia della canzone fu adottata in Gran Bretagna, dove la si canta con le parole "For he is a jolly good fellow...".